# شمعية خشبية
شَمْعِيَّة خشبية أو هِيلوسِيْرُس (الاسم العلمي: Hylocereus) الاسم السابق لجنس من الصبارات الهوائية وغالبًا ما يشار إليه باسم الصبار الليلي المزهر. كان يشمل هذا الجنس عديد من أنواع النباتات التي لها ثمار تسمى فاكهة التنين، تم تحويل جميع هذه الأنواع إلى جنس الشمعية القمرية (الاسم العلمي: Selenicereus).